# San Miguel de Aguayo, Cantabria
San Miguel de Aguayo, Cantabria là một đô thị trong tỉnh và cộng đồng tự trị Cantabria, Tây Ban Nha. Đô thị này có diện tích là 36 ki-lô-mét vuông, dân số năm 2009 là 157 người với mật độ 4,36 người/km². Đô thị này có cự ly 69,3 km so với tỉnh lỵ Santander.